# Anikó Meksz
Anikó Meksz (Szekszárd, 18 de junho de 1965) é uma ex-handebolista profissional húngara, medalhista olímpica.
Anikó Meksz fez parte do elenco medalha de bronze em Atlanta 1996, com 4 jogos.